# Kat Ashley
Catherine Ashley, de soltera Champernowne (Inglaterra, h. 1502-18 de julio de 1565), fue la institutriz de la reina Isabel I de Inglaterra. No debe confundirse con la madre de Walter Raleigh, también llamada Catherine Champernowne, quien era una sobrina de Kat Ashley.

## Biografía
Catherine (o Katherine) Champernowne era hija de John Champernowne y Margaret Courtnay. Después del nacimiento de Eduardo VI, Isabel perdió a su niñera, Lady Bryan, quien fue transferida al hogar del príncipe. Catherine Champernowne asumió entonces como dama de compañía de Isabel en julio de 1536. En 1537, cuando Isabel tenía cuatro años, Catherine se transformó en su institutriz.
Evidentemente Catherine Champernowne fue bien educada, ya que le enseñó a Isabel astronomía, geografía, historia, matemáticas, francés, italiano y español. Además le enseñó artes prácticas como coser, bordar, danza y montar a caballo.
En 1545, Catherine se casó con John Ashley, mayordomo de la princesa Isabel. John Ashley era primo de la madre de Isabel, Ana Bolena. Catherine tenía más de 40 años entonces.
En 1543, Enrique VIII contrajo matrimonio con Catalina Parr. Ella le dio a Isabel una vida familiar más estable y le permitió regresar a la Corte. Sin embargo, Enrique murió en 1547 y fue sucedido por su hijo, Eduardo VI. Los tíos de Eduardo, Eduardo Seymour y Thomas Seymour, intentaron tomar control sobre él. Poco después de la muerte de Enrique VIII, Thomas Seymour intentó contraer matrimonio ya fuera con María I o Isabel, lo que fue rechazado. Seymour inmediatamente comenzó a cortejar a Catalina Parr. Parr accedió a casarse con él dos meses después de la muerte del rey Enrique. Seymour y Parr consiguieron la aprobación real a su unión y vivieron en Chelsea con Kat e Isabel.
Thomas Seymour intentó cortejar a Isabel, entonces de catorce años, entrando a su habitación en las noches, lo que alarmó a Kat, quien alertó a Catalina. Eventualmente hubo un incidente mayor en el que la antigua reina sorprendió a Isabel y Seymour en un abrazo, lo que hizo correr rumores escandalosos.
Los rumores de los coqueteos de Thomas Seymour emergieron en 1549 cuando se revelaron otras de sus maniobras políticas. El 21 de enero de 1549, Kat Ashley fue arrestada y llevada a la Torre, por posible relación con las actividades de Seymour. No se la halló culpable de nada, por lo que fue liberada trece días antes de la ejecución de Seymour. Pese a intensos interrogatorios, Catherine no implicó a Isabel en las maquinaciones de Seymour. En agosto de 1549, Catherine volvió a Hatfield y permaneció con Isabel hasta que ésta fue encerrada en la Torre por la reina María I en 1554. Se le permitió a Kat permanecer con ella en 1555, pero fue arrestada en mayo de 1556 por el descubrimiento de libros sediciosos. Cuando murió la reina María en 1558, el arresto fue revocado y Kat fue nombrada primera dama de honor. Se convirtió en una influyente fuente de información para la reina, y murió en 1565.

## Cine y televisión
| Año  | Película                     | Director      | Actriz          |
| ---- | ---------------------------- | ------------- | --------------- |
| 1953 | Young Bess                   | George Sidney | Kay Walsh       |
| 1998 | Elizabeth (película)         | Shekhar Kapur | Emily Mortimer  |
| 2006 | The Virgin Queen (miniserie) |               | Tara Fitzgerald |